# J.B. Philibert
Joannes Baptista Philibert (Sommelsdijk, 11 januari 1931 – Geldermalsen, 24 december 2020) was de scriba van het kerkverband van de Oud Gereformeerde Gemeenten in Nederland. Hij was in deze rol een tijdlang het gezicht van de Oud Gereformeerde Gemeenten in Nederland als onderdeel van de bevindelijk gereformeerde bevolkingsgroep.

## Biografie

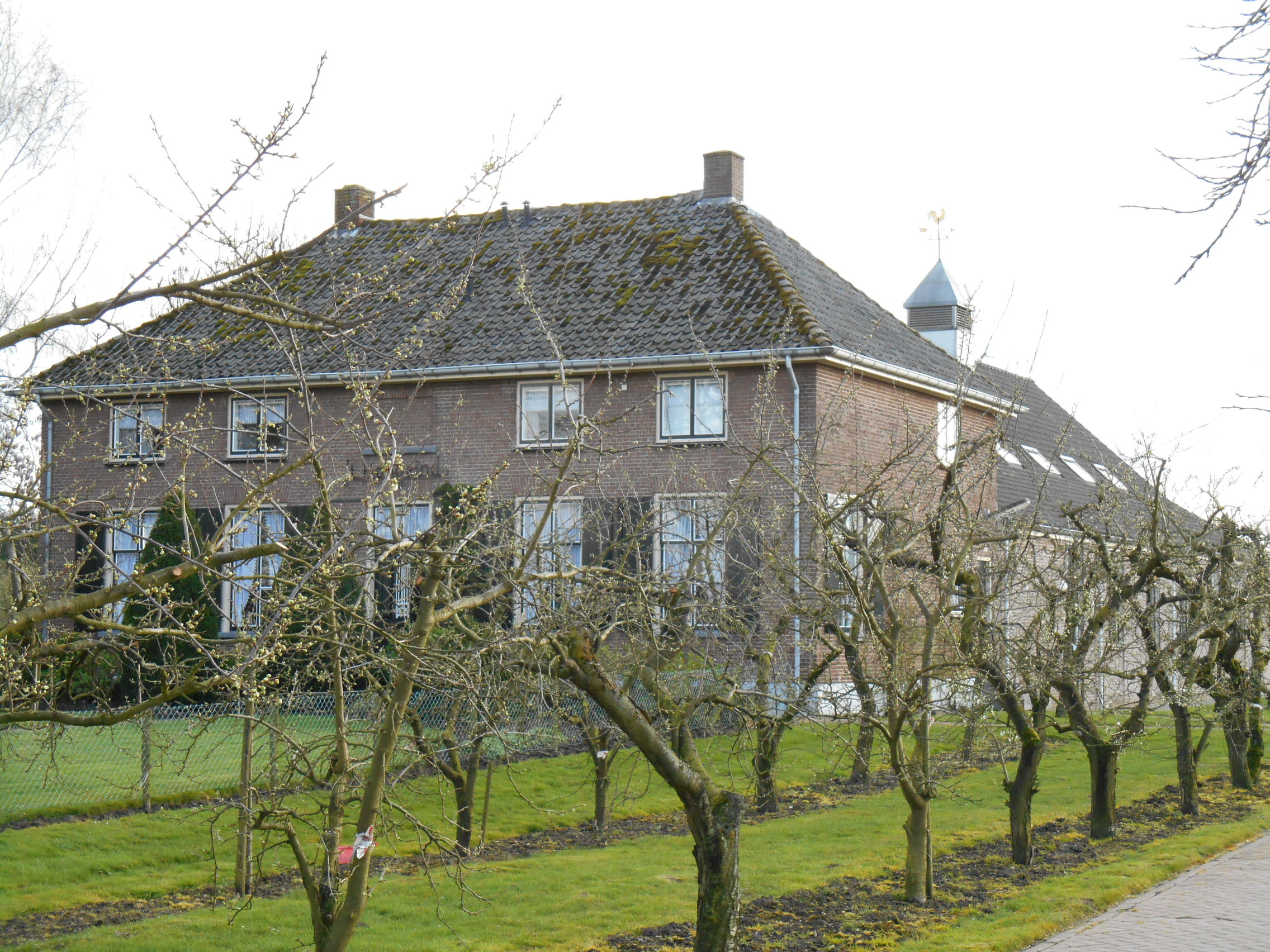
De kerkboerderij aan de Tielerweg in Geldermalsen. Het woongedeelte werd door Philibert bewoond.

Philibert werd in 1931 te Sommelsdijk geboren en verhuisde op latere leeftijd naar Geldermalsen, waar hij in 1977 ouderling werd van de plaatselijke Oud Gereformeerde Gemeente in Nederland. Philibert woonde in het voorhuis van een unieke kerkboerderij aan de Tielerweg. Hij las op 15 januari 2017 zijn laatste preek.
Een biografie over zijn leven is in 2023 uitgegeven onder de titel 'Een Zon en Schild tot ons behoed', geschreven door Han Vermeulen.

### De Oud Gereformeerde Gemeente in Nederland te Geldermalsen
Sinds haar oprichting heeft de gemeente slechts tweemaal een beroep uitgebracht. Het eerste beroep was in 1942 op kand. M.A. Mieras. Het tweede beroep werd op 27 augustus 2020 uitgebracht op ds. R. Bakker van Kinderdijk. In beide gevallen werd bedankt voor het uitgebrachte beroep.
Sinds 1927 kerkt de gemeente op de huidige locatie. In 1992 werd de oude kerkzaal afgebroken om plaats te maken voor een nieuwe, met 622 zitplaatsen. Deze kerk is door Philibert in gebruik genomen met het lezen van een preek over Psalm 122: Daar zal dat volk komen te zaam. In 2016 is het kerkgebouw uitgebreid tot 760 zitplaatsen.
Philibert las (als enige binnen de gemeente) elke zondag tweemaal een preek en gaf les aan de circa 300 catechisanten van de gemeente. In 1995 werd hij scriba van het kerkverband der Oud Gereformeerde Gemeenten. Vele jaren verzorgde hij de rubriek Daarvan zegt in het Kerkblad van de Oud Gereformeerde Gemeenten in Nederland.

## Trivia
- Predikanten krijgen in de gemeente van Philibert geen vaste vergoeding, maar de inhoud van een bus (waar men bij de uitgang iets in kan stoppen) met als opschrift Voor de Leraar.[6]

## Publicaties
- Komen tot Christus. Een nalezing uit de oudvaders. ISBN 9789061408383